# USS Shenandoah (ZR-1)

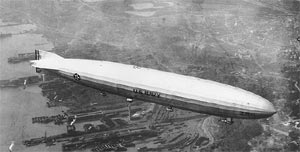
USS Shenandoah

El USS Shenandoah fue el primero de cuatro dirigibles rígidos de la Armada de los Estados Unidos. Fue construido entre los años 1922 y 1923 en la Estación Aérea Naval de Lakehurst, y voló por primera vez en septiembre de 1923. Contribuyó al desarrollo de la experiencia de la Armada en dirigibles rígidos, incluso realizó el primer cruce de América del Norte por aeronave. En el vuelo 57, el USS Shenandoah fue destrozado en una turbulencia atmosférica en Ohio, en 1925.
El USS Shenandoah estuvo designado originalmente como FA-1 (Fleet Airship Number One), "Aeronave de la Flota Número Uno ', que más tarde fue cambiado a  ZR-1. 
La aeronave tenía 210 m de largo y pesaba 36 toneladas. Tenía un radio de vuelo de 8.000 km, y podía alcanzar velocidades de 110 km/h. Fue ensamblado en la Lakehurst Naval Air Station en 1922, en el Hangar n.º 1, el único suficientemente grande como para dar cabida a la nave. Sus partes se fabricaron en la Naval Aircraft Factory de Filadelfia. La Estación en Lakehurst había servido como base para los dirigibles de la Armada durante algún tiempo, pero el USS Shenandoah fue el primer dirigible rígido en unirse a la flota.

## Diseño y construcción

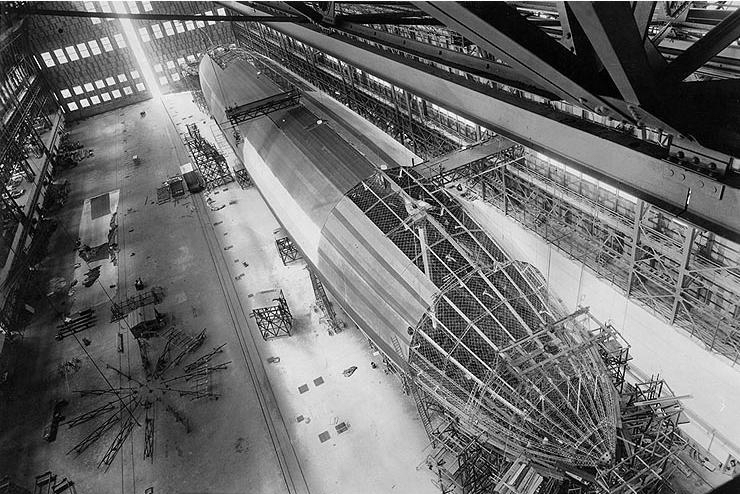
Construcción del USS Shenandoah en 1923, mostrando el marco de un dirigible rígido.

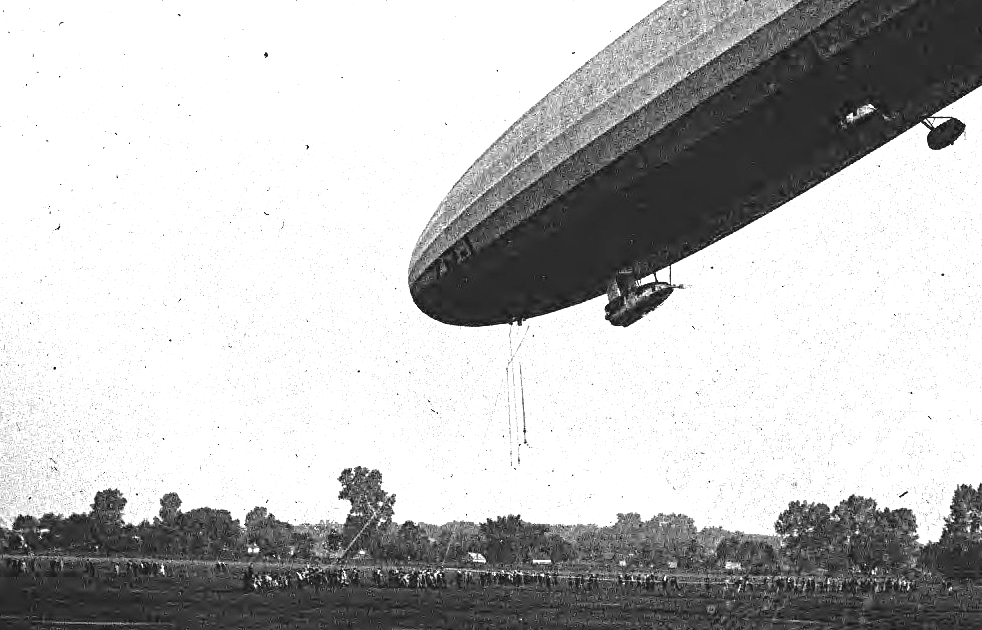
Vuelo de prueba de acoplamiento en St. Louis el 2 de octubre de 1923.

El diseño estaba basado en el Zeppelin L-49 (LZ-96), un dirigible de bombardeo de la Primera Guerra Mundial. El L-49 era un zepelín ligero, diseñado para navegar a grandes altitudes, aligerado a costa de otras cualidades.
El diseño fue considerado insuficiente y se utilizaron un número de las características de los nuevos zepelines, así como algunas mejoras estructurales. La estructura fue construida en una nueva aleación de aluminio y cobre conocida como duraluminio. Las vigas se fabricaron en la Fábrica de Aviones Navales en Filadelfia. Si los cambios introducidos en el diseño original del L-49 jugaron un papel en la destrucción de la nave, es un tema de discusión. Una cubierta externa, realizada de paño de algodón de alta calidad, iba cosida con cordones o adherida a la estructura de duraluminio, y pintada con barniz de aluminio. Las células de gas estaban confeccionadas de pergamino hecho de intestino de vacuno, uno de los materiales más impenetrables de la época. Después de ser limpiados y raspados, los pergaminos se trataban en una solución de agua y glicerina, para ser nuevamente limpiados a mano y cubiertos con tela engomada que le daba la firmeza adecuada a las células. Finalmente se aplicaba sobre las células una ligera capa de barniz. Las 20 células de gas se llenaban con gas helio a un 85% de capacidad, a una presión barométrica normal. Cada célula tenía una válvula de descarga, y válvulas manuales conectadas al puesto de control. El gas helio utilizado en el USS Shenandoah significó un gran avance en la seguridad aérea, al ser el primer dirigible en utilizarlo. Anteriormente se utilizaba el volátil gas hidrógeno. El tamaño del dirigible lo hacía utilizar la casi totalidad de las reservas de gas helio mundiales, 2,1 millones de pies cúbicos. Estaba provisto de motores de gasolina Packard de 8 cilindros, que daban 300 hp. La construcción de la nave se inició el 24 de junio de 1922 y terminó el 20 de agosto de 1923.

### Listas relacionadas
- Anexo:Aeronaves militares de los Estados Unidos (navales)